# Pseudocurimata lineopunctata
Pseudocurimata lineopunctata és una espècie de peix de la família dels curimàtids i de l'ordre dels caraciformes.

## Morfologia
- Els mascles poden assolir 11,4 cm de llargària total.[5]

## Hàbitat
Viu en zones de clima tropical entre 23 °C - 27 °C de temperatura.

## Distribució geogràfica
Es troba a Sud-amèrica: rius San Juan, Dagua i Atrato a Colòmbia, i rius del nord-est d'Esmeraldas (Equador).